# Venus von Macomer
 Die Venus von Macomer (italienisch Veneretta di Macomer oder La Venere di Macomer) wurde 1949 in der Höhle von Marras, über der Schlucht des Rio S’Adde, bei Macomer in der Provinz Nuoro auf Sardinien gefunden. 

## Beschreibung
Die als neolithisch eingestufte Basaltstatuette ist etwa 14,0 cm hoch und drei bis fünf cm breit. Sie hat, abgesehen von dem hasenartigen Gesicht, die Eigenheiten paläolithischer „Venus-“ oder Muttergottheiten und war ein Kultobjekt. Köpfe von Hasen, die in den Höhlenwänden eingraviert sind, werden ebenfalls in die Altsteinzeit datiert. 
Giovanni Lilliu schreibt die Statuette der Jungsteinzeit zu, erkennt jedoch ein archaisches Konzept und die Traditionen der Altsteinzeit. Die unfertige bzw. beschädigte Venus von Macomer wird im Archäologischen Museum von Cagliari aufbewahrt.